# Francesco Marino

Wappen von Francesco Marino

Francesco Marino (* 24. November 1955 in Cesa) ist ein italienischer Geistlicher und römisch-katholischer Bischof von Nola.

## Leben
Francesco Marino empfing am 6. Oktober 1979 die Priesterweihe.
Papst Johannes Paul II. ernannte ihn am 13. November 2004 zum Bischof von Avellino. Der Kardinalpräfekt der Kongregation für die Evangelisierung der Völker, Crescenzio Sepe, spendete ihm am 8. Januar des nächsten Jahres die Bischofsweihe; Mitkonsekratoren waren Erzbischof Mario Milano, Bischof von Aversa, und sein Amtsvorgänger Antonio Forte OFM. Die Amtseinführung im Bistum Avellino fand am 14. Januar 2005 statt. Als Wahlspruch wählte er Nos multi in illo uno unum (Augustinus, Enarrationes in Psalmos 127,3).
Am 11. November 2016 ernannte ihn Papst Franziskus zum Bischof von Nola. Die Amtseinführung fand am 15. Januar des folgenden Jahres statt.